# パリは燃えているか
『パリは燃えているか』（パリはもえているか、仏: Paris brûle-t-il?、英: Is Paris Burning?）は、1966年のアメリカ合衆国・フランス合作のオールスターキャストによる戦争映画。
ラリー・コリンズ、ドミニク・ラピエールによるレジスタンス（共産主義者とドゴール派）と自由フランス軍によるパリの解放を描いたノンフィクション作品の原作をルネ・クレマンが監督した。脚本はゴア・ヴィダルとフランシス・フォード・コッポラが担当している。

## 概要
1944年8月7日から、8月19日のレジスタンスの蜂起開始、アメリカ軍の援護を受けて、8月25日のフランスの首都パリの解放に至るまでを描く。
物語はドイツ軍の降伏に貢献したレジスタンス運動を中心にしている。主な登場人物は、レジスタンスのアンリ・ロル＝タンギー大佐やジャック・シャバン・デルマス大佐、ドイツ軍のディートリヒ・フォン・コルティッツ将軍、アメリカ軍のジョージ・パットン将軍、自由フランス軍のフィリップ・ルクレール将軍などである。
映画の終盤、降伏前にパリを破壊しろというアドルフ・ヒトラー総統の命令が下ったが、最終的にコルティッツ将軍は命令に従わずに連合国に無条件降伏し、パリを破壊から守った。パリ側のドイツ軍本部内でうち捨てられた電話機からヒトラーの「パリは燃えているか？（命令通りに破壊したか？）」との声が聞こえていた。

## ストーリー
1944年8月、第2次世界大戦の連合軍の反撃作戦が始まっていた頃、フランスの装甲師団とアメリカの第4師団がパリ進撃を開始する命令を待っていた。独軍下のパリでは地下組織に潜ってレジスタンスを指導するドゴール将軍の幕僚デルマ（アラン・ドロン）と自由フランス軍＝ＦＦＩの首領ロル大佐（ブルーノ・クリーマー）が会見、パリ防衛について意見をたたかわしていた。左翼のＦＦＩは武器弾薬が手に入りしだい決起すると主張、ドゴール派は連合軍到着まで待つという意見であった。パリをワルシャワのように廃墟にしたくなかったからだ。一方独軍のパリ占領軍司令官コルティッツ将軍（ゲルト・フレーベ）は連合軍の進攻と同時に、パリを破壊せよという総統命令を受けていた。将軍は工作隊に命じて、工場、記念碑、橋梁、地下水道など、ありとあらゆる建造物に対して地雷を敷設させていた。このような時に、イギリス軍諜報部から“連合軍はパリを迂回して進攻する”というメッセージがレジスタンス派に届いた。ロル大佐は自力でパリを奪回しようと決意した。これを知ったデルマは、これをやめさせる人間は政治犯として、独軍に捕らえられているラベしかないと考え、ラベの妻フランソワーズ（レスリー・キャロン）とスウェーデン領事ノルドリンク（オーソン・ウェルズ）を動かして、ラベ救出を図ったが失敗した。結局、ドゴール派と左翼派の会議の結果決起と決まった。そして決まったとなるや逸速くドゴール派が市の要所を占領してしまった。市街戦が始まった。パリ占領司令部は、独軍総司令部からパリを廃墟にせよという命令をうけておりその上、市街戦が長びけば爆撃機が出動すると告げられていた。コルティッツ将軍は、すでにドイツ敗戦を予想していて、パリを破壊することは全く無用なことと思っていた。そこでノルドリンク領事を呼び、一時休戦をして、パリを爆撃機から守り、その間に連合軍を呼べと、遠回しに謎をかけた。ノルドリンクから事情を知ったデルマは、ガロア少佐（ピエール・ヴァネック）を連合軍司令部に送った。ガロアはパリを脱出、ノルマンディの米軍司令部に到着した。パットン将軍（カーク・ダグラス）はパリ解放は米軍の任務ではないと告げ、ガロアを最前線のルクレク将軍（クロード・リッシュ）に送った。ルクレク将軍は事態の急を知ってシーバート将軍（ロバート・スタック）を動かし、ブラドリー将軍（グレン・フォード）を説いた。ブラドリーは全軍にパリ進攻を命令した。8月25日、ヒットラーの専用電話はパリにかかっていて“パリは燃えているか”と叫び続けていた。

## キャスト
| 役名                                   | 俳優                            | 日本語吹替                                                                                               |
| 役名                                   | 俳優                            | 日本テレビ版                                                                                             |
| -------------------------------------- | ------------------------------- | --- |
| イヴォン・モランダ                     | ジャン＝ポール・ベルモンド      | 山田康雄                                                                                                 |
| モノー博士                             | シャルル・ボワイエ              | 大木民夫                                                                                                 |
| ロジャー・ガロア少佐                   | ピエール・ヴァネック            | 堀勝之祐                                                                                                 |
| ジャック・シャバン＝デルマス           | アラン・ドロン                  | 久富惟晴                                                                                                 |
| ディートリヒ・フォン・コルティッツ将軍 | ゲルト・フレーベ                | 田中明夫                                                                                                 |
| ラウル・ノルドリンク領事               | オーソン・ウェルズ              | 金田龍之介                                                                                               |
| オマー・ブラッドレー将軍               | グレン・フォード                | 木村幌                                                                                                   |
| ジョージ・パットン将軍                 | カーク・ダグラス                | 西田昭市                                                                                                 |
| フランソワーズ・ラベ                   | レスリー・キャロン              | 平井道子                                                                                                 |
| カフェの女主人                         | シモーヌ・シニョレ              | 遠藤晴                                                                                                   |
| クレール                               | マリー・ヴェルシニ              | 信沢三恵子                                                                                               |
| ウィリアム・L・シーバート将軍          | ロバート・スタック              | 仁内達之                                                                                                 |
| マルセル・ビジアン軍曹                 | イヴ・モンタン                  | 家弓家正                                                                                                 |
| アンリ・カルチャー中尉                 | ジャン＝ピエール・カッセル      | 阪脩 |
| タンクのGI                             | ジョージ・チャキリス            | 曽我部和行                                                                                               |
| ワレンGI                               | アンソニー・パーキンス          | 津嘉山正種                                                                                               |
| チャーリー                             | スキップ・ワード                | 野島昭生                                                                                                 |
| アンリ・ロル＝タンギー大佐             | ブリュノ・クレメール            | 村越伊知郎                                                                                               |
| レーベル大佐                           | クロード・ドーファン            | |
| アレクサンドル・パロディ               | ピエール・デュクス              | 村越伊知郎                                                                                               |
| イヴ・バイエット                       | ダニエル・ジェラン              | 山内雅人                                                                                                 |
| ザ・ベイカー                           | ジョルジュ・ジェレ              | |
| アルフレート・ヨードル                 | ハンネス・メッセマー            | 藤本譲                                                                                                   |
| フォン・アルニム少佐                   | ハリー・マイエン                | 富山敬                                                                                                   |
| エドガー・ピザーニ                     | ミシェル・ピコリ                | 村松康雄                                                                                                 |
| エーベルナッハ大尉                     | ヴォルフガング・プライス        | 増岡弘                                                                                                   |
| フィリップ・ルクレール将軍             | クロード・リッシュ              | |
| サージ大尉                             | ジャン＝ルイ・トランティニャン  | |
| ルイゼ知事                             | ミシェル・エチェベリ            | |
| アドルフ・ヒトラー                     | ビリー・フリック                | 梶哲也                                                                                                   |
| フォン・ヴォインブルク将軍             | エルンスト・F・フュアブリンガー | 寺島幹夫                                                                                                 |
| パンタンの指揮官                       | ギュンター・マイスナー          | |
| フレデリック・ジョリオ＝キュリー       | サッシャ・ピトエフ              | |
| ディビュ・ブライデル                   | マイケル・ロンズデール          | |
| パウエル諜報員                         | E・G・マーシャル                | |
| ナレーション                           | N/A                             | 山内雅人                                                                                                 |
| 不明 その他                            | N/A                             | 納谷六朗 宮川洋一 藤城裕士 飯塚昭三 緒方賢一 吉沢久嘉 加藤正之 神谷明 鈴木れい子 古川登志夫 日比野美佐子 |
| 日本語版スタッフ                       |                                 | |
| 演出                                   | 演出                            | 佐藤敏夫                                                                                                 |
| 翻訳                                   | 翻訳                            | 木原たけし                                                                                               |
| 効果                                   | 効果                            | 赤塚不二夫                                                                                               |
| 選曲                                   | 選曲                            | 東上別符精                                                                                               |
| 制作                                   | 制作                            | 東北新社                                                                                                 |
| 解説                                   | 解説                            | 水野晴郎                                                                                                 |
| 初回放送                               | 初回放送                        | 1975年8月20日・27日 『水曜ロードショー』 ※ノーカット                                                     |

日本語吹替音声はニューラインから2021年3月3日に発売のBDに収録。当初は2時間枠での再放送時の音源を収録する予定だったが一般から初回放送のテープ録音の提供がありノーカット版の収録が実現した。

## スタッフ
- 監督：ルネ・クレマン
- 脚本：ゴア・ヴィダル、フランシス・フォード・コッポラ
- 原作：ラリー・コリンズ、ドミニク・ラピエール
- 製作：ポール・グレッツ（フランス語版）
- 音楽：モーリス・ジャール
- 撮影：マルセル・グリニヨン（フランス語版）
- 編集：ロバート・ローレンス

## 制作
本作は主に白黒で撮影された。これは、撮影のためハーケンクロイツを公共の建物に掲げることにフランス当局からの許可が出ず、本来の赤い部分を緑に変色させたものを使用したことをごまかすためである。なお、クロージングクレジットでのパリの空中ショットはカラーで撮影された。
映画の制作は当時、存命であったイヴォン・モランダ、公的機関（パリ警視庁と内務省）の両方から多数の承認が必要となった。また、シャルル・ド・ゴールによって厳しい監修が行われ、ド・ゴールは手紙に書いた規則に従うことを条件にパリでのロケ撮影を許可したという。特にド・ゴールはフランス共産党による解放で果たした活躍の描写を最小限に抑えることを切望しており、脚本のフランシス・フォード・コッポラは後に「露骨な政治的検閲だった」と発言している。その他、制作はフランス共産党とフランス労働総同盟の二重の支配があり、ド・ゴールまたは共産主義者のいずれかを怒らせるリスクなしに原作本のすべての要素を使用することができなかったとゴア・ヴィダルは感じたという。
撮影は、オテル・デ・ザンヴァリッドやコンコルド広場、ノートルダム大聖堂、カルナヴァレ博物館など、パリ全土の180か所で行われた。
クロード・リッシュはフィリップ・ルクレール役以外にピエール・ド・ラ・フシャルディエール中尉も演じているが、最終的にクレジットされたのはルクレール役のみであった。
カーク・ダグラスは、ジャン＝ポール・ベルモンドがキャスティングされていることを知り本作への参加を決めたが、最終的に一緒に写る場面は無かった。

## 主な受賞歴
| 年   | 賞                         | 結果       | 部門              | 受賞者                                                     |
| ---- | -------------------------- | ---------- | ----------------- | ---------------------------------------------------------- |
| 1967 | 第39回アカデミー賞         | ノミネート | 撮影賞 (白黒部門) | マルセル・グリニヨン                                       |
| 1967 | 第39回アカデミー賞         | ノミネート | 美術賞 (白黒部門) | ウィリー・ホルト マーク・フレデリクス ピエール・ギュフロワ |
| 1967 | 第24回ゴールデングローブ賞 | ノミネート | 作曲賞            | モーリス・ジャール                                         |